# Tonnie Dirks
Antonius Marinus Hendricus Maria (Tonnie) Dirks (Zeeland, 12 februari 1961) is een Nederlandse voormalige langeafstandsloper. Hij is in zijn lange atletiekloopbaan in totaal vijftien keer Nederlands kampioen geweest op vijf verschillende atletiekonderdelen, verdeeld over de baan, de weg en de cross. Het is illustratief voor het veelzijdige looptalent van de Brabander.

## Loopbaan
Dirks deed mee aan het Wereldkampioenschappen atletiek 1991 – marathon in Tokio en behaalde een zestiende plaats in 2:22.17. Eerder dat jaar werd hij tijdens de wereldkampioenschappen veldlopen in Antwerpen 29e. In 1992 deed hij mee aan de marathon tijdens de Olympische Spelen in Barcelona, maar moest hij uitvallen.
Tonnie Dirks kwam in zijn actieve loopbaan uit voor AV De Keien in Uden en AV Schuurmans (Vught). Dirks won vele wedstrijden, onder meer driemaal de Zevenheuvelenloop (1989, 1990, 1991). In 1990 werd hij achtste bij de marathon van Rotterdam met een tijd van 2:17.12. Dat jaar liep hij in Grevenmacher een tijd van 1:01.33 op de halve marathon. Dit is (in 2021) de derde beste tijd ooit gelopen door een Nederlander op deze afstand. In 1991 won hij de halve marathon van Egmond in een tijd van 1:05.12. Andere overwinningen zijn: vijf keer (een record dat anno 2009 nog steeds staat) de Warandeloop (de grootste cross van Nederland) in 1984, 1985, 1988, 1990 en 1993. Verder won hij de Bredase Singelloop in 1992 in een tijd van 1:02.20 en de Parelloop in 1993 in een tijd van 28.36.
In 1995 stopte Tonnie Dirks met topatletiek.
In het begin van zijn carrière was Dirks werkzaam in een groot-onderhoudsploeg van de gemeente in zijn geboorteplaats Zeeland. Later is hij zich volledig gaan toeleggen op de atletiek. Tegenwoordig is hij werkzaam als trainer bij onder meer Prins Hendrik (Vught), De Keien en W.A.V. Tartlétos (Wageningen).

## Nederlandse kampioenschappen
| Onderdeel                 | Jaar                                     |
| ------------------------- | ---------------------------------------- |
| 5000 m                    | 1987                                     |
| 10.000 m                  | 1985, 1988, 1991, 1993                   |
| halve marathon            | 1992                                     |
| 25 km                     | 1989, 1991                               |
| veldlopen (lange afstand) | 1986, 1987, 1988, 1990, 1991, 1992, 1994 |

## Persoonlijke records
Baan
| Onderdeel | Prestatie | Datum            | Plaats      |
| --------- | --------- | ---------------- | ----------- |
| 2000 m    | 5.10,48   | 8 augustus 1987  | Hechtel     |
| 3000 m    | 7.57,40   | 23 augustus 1987 | Tessenderlo |
| 5000 m    | 13.37,11  | 19 juli 1987     | Hengelo     |
| 10.000 m  | 28.33,54  | 23 juli 1993     | Amsterdam   |

Weg
| Onderdeel      | Prestatie | Datum             | Plaats              |
| -------------- | --------- | ----------------- | ------------------- |
| 10 km          | 28.20     | 4 juni 1989       | Den Haag            |
| 15 km          | 43.54     | 21 november 1993  | Nijmegen            |
| 10 Eng. mijl   | 46.29     | 8 oktober 1989    | Zaandam             |
| 20 km          | 58.44     | 14 maart 1987     | Alphen aan den Rijn |
| halve marathon | 1:01.32   | 23 september 1990 | Grevenmacher        |
| marathon       | 2:12.27   | 26 september 1993 | Amsterdam           |

## Uitslagen NK Cross
| Jaar | Positie | Plaats         |
| ---- | ------- | -------------- |
| 1982 | 7       | Norg           |
| 1983 | -       | Eibergen       |
| 1984 | Brons   | Bergen op Zoom |
| 1985 | -       | Landgraaf      |
| 1986 | Goud    | Amsterdam      |
| 1987 | Goud    | Zeeland        |
| 1988 | Goud    | Landgraaf      |
| 1989 | Zilver  | Landgraaf      |
| 1990 | Goud    | Deurne         |
| 1991 | Goud    | Deurne         |
| 1992 | Goud    | Utrecht        |
| 1993 | Zilver  | Harderwijk     |
| 1994 | Goud    | Wieringerwerf  |
| 1995 | 13      | Wassenaar      |
| 1996 | -       | Tilburg        |
| 1997 | 14      | Apeldoorn      |
| 1998 | 10      | Asten          |
| 1999 | -       | Heerde         |
| 2000 | -       | Heythuysen     |
| 2001 | 31      | Kerkrade       |

## Overwinningen
- Warandeloop - 1984, 1985, 1988, 1990, 1993
- Abdijcross - 1986
- Zevenheuvelenloop (15 km) - 1989, 1990, 1991
- Parelloop (10 km) - 1991, 1993
- Halve marathon van Egmond - 1991
- Bredase Singelloop - 1992
- Sylvestercross - 1993
- Haagse Beemden Loop - 1997

## Internationale prestaties
- 1985: 166e WK veldlopen in Lissabon (12.000 m)
- 1991: 16e WK marathon in Tokio
- 1991: 29e WK cross in Antwerpen
- 1992: DNF OS marathon in Barcelona